# 교황 요한 5세
교황 요한 5세(라틴어: Ioannes PP. V, 이탈리아어: Papa Giovanni V)는 제82대 교황(재위: 685년 7월 12일 ~ 686년 8월 2일)이다. 교황 펠라지오 1세 이후 동로마 제국 황제의 승인 없이 기독교의 주교 성성(成聖)이 된 첫 번째 교황인 동시에 동로마 제국 출신으로 연이어 교황으로 선출된 열 명의 교황들 가운데 첫 번째 교황이기도 하다. 그는 로마와 콘스탄티노폴리스 간 관계를 조정하는데 주력한 것으로 평가받는다.

## 생애 초기
요한은 아시리아인으로 안티오키아 지방에서 태어났다.
그리스어에 능통하였던 그는 680년 제3차 콘스탄티노폴리스 공의회에 교황 특사로 파견되었다.

## 교황 선출
요한 5세는 교황 펠라지오 1세 이후 동로마 제국 황제의 승인 없이 주교 성성이 된 첫 번째 교황이다. 콘스탄티누스 4세 황제는 요한 5세의 전임자인 교황 베네딕토 2세 재임 중에 새로 선출된 교황은 황제의 승인을 받고 나서 주교 성성이 되는 관례를 폐지하고 선출 즉시 지체하지 말고 바로 주교 성성이 되어 교황좌에 착좌하자고 제안하였다. 초대 교회 시절의 관례대로 요한 5세는 일반 로마 시민들의 지지를 받아 교황으로 선출되었다. 요한 5세는 685년 7월에 선출되었다. 콘스탄티누스 4세는 로마의 성직자들과 백성들이 충분히 동방화가 되었다고 받아들였으며, 그의 생각처럼 이후 열 명의 교황 모두 동방 출신이 선출되었다.

## 교황
요한 5세는 동로마 제국과 우호 관계를 증진하기 위해 노력하였다. 동로마 황제는 시칠리아와 칼라브리아에 있는 교황의 재산에 부과한 세금을 크게 줄였으며, 근년에는 어려운 사정 속에서도 받았던 곡물에 부과한 부가세 등을 폐지하였다. 유스티니아누스 2세 황제는 요한 5세에게 보낸 서신에서 외교관을 포함한 동로마 제국의 고위 관료들이 제3차 콘스탄티노폴리스 공의회 문헌을 읽고 이를 반드시 지켜야 하며 어떠한 변조하지 않겠노라고 약속하였다. 황제는 ‘로마 시의 교황 요한’에게 보낸다고 서신에 명시하였지만, 그의 서신이 로마에 당도했을 당시 요한 5세는 이미 선종하고 그의 후임자인 교황 코논이 대신 받아 읽었다.
요한 5세는 전임자와 마찬가지로 너그러운 성품을 지닌 인물이었으며, 로마 관구에 속한 모든 교구와 자치수도원구의 성직자들에게 금화 1,900솔리디를 골고루 나누어주었다.

## 사후
교황 요한 5세가 짧은 기간 동안의 재위를 마치고 선종하고, 그의 후임자로 코논이 선출되었다. 686년 8월 요한 5세가 선종한 후에 후임 교황 자리를 두고서 치열한 논쟁이 벌어지게 되었다. 성직자들은 수석사제 페트로스를 지지하였지만, 군부 측은 테오도로스라는 이름의 또 다른 사제를 지지하고 나섰다. 성직자들은 라테라노 대성전 밖에 모여 군인들이 대성전에 접근하지 못하도록 막아 버렸다. 이에 군부 측은 인근의 성 스테파노 성당에 모여 테오도로스를 새 교황으로 추대하려고 하였다. 결국 성직자들은 페트로스가 가망이 없음을 깨닫고 타협안으로 그리스계 시칠리아 사람인 코논을 내세웠다. 코논은 이미 고령이어서 건강도 좋지 못하였으나, 점잖고 단순하며 쉽게 접근할 수 있는 인물이어서 사람들의 인정을 받았다. 그리하여 만장일치로 코논이 새 교황으로 선출되었다.
요한 5세는 사후 옛 성 베드로 대성전 안에 있는 교황들의 묘지에 안장되었다. 그의 비문에는 그가 단의설에 맞서 싸운 것을 칭송하는 내용이 새겨져 있다. “당신(요한 5세)은 신앙의 이름 아래 매사에 경계하고, 사악한 늑대들이 우리 안에 들어와 양들을 잡아먹지 못하도록, 힘 있는 이들이 힘 없는 이들을 짓밟지 못하도록 사람들의 마음을 단결시키셨습니다.” 864년 사라센족의 로마 약탈 때 요한 5세의 무덤은 파괴되었으며, 16세기와 17세기에는 옛 성 베드로 대성전이 붕괴하면서 요한 5세의 무덤 인근이 모조리 무너져 버렸다.